# Thomas Moore
Thomas Moore (Dublín, Irlanda, 28 de maig de 1779 - Slopperton Cottage, Wiltshire, 25 de febrer de 1852) fou un escriptor, músic i poeta irlandès.
Fill d'un tractant de vins, a l'edat de quinze anys passà a estudiar dret en la Universitat de Dublín. La seva amistat amb Robert Emmet, promotor de la revolució irlandesa de 1798 (executat el 1803) i l'ambient revolucionari de l'època, causaren una fonda impressió en l'ànim de Moore. Graduat batxiller el 1799. Anà a Londres a la recerca d'un editor per les seves traduccions de les odes d'Anacreont; no el trobà, malgrat tot, donà pel seu conte el llibre a l'estampació (Londres, 1800), sent tan gran el seu èxit, que el va treure dels seus problemes econòmics. Anacreontics foren també els seus primers poemes originals intitulats Poetical works of the Thomas Little (Londres, 1801, els quals exerciren gran influència en el jove Lord Byron.
Refusada la plaça de poeta àulic que se li oferia, els seus mecenes del partit dels Whig li procuraren una administració a les Bermudes. El 1806 la publicació de les seves Odes and epistles li valgué una dura crítica de Jeffrey en l'Edimburg Review, que motivà un duel (frustrat per la intervenció de la policia) entre ambdós escriptors: un incident semblant amb Lord Byron, el qual en una sàtira havia al·ludit al poeta, acabà tan feliçment, que l'amigable composició fou la base de la perpètua amistat entre ambdós genis.
La seva obra principal és Irish melodies (1807-1834), sèrie de poemes lírics que serviren de text a les Melodies nacionals, de John Andrew Stevenson, i que amb motius anacreòntics van enllaçades consideracions sobre la infausta sort d'Irlanda, servint d'epíleg la doctrina de Salomó d'Israel envers la vanitat de les coses del món. A aquesta obra li seguiren National melodies (1815) i Sacred songs (1816). La seva obra més important és el poema d'argument oriental, Lalla Rookh (1871); quatre contes poètics que un desconegut príncep persa narra en un viatge, a la seva xicota per a conquistar el seu amor: les descripcions vessant de luxe oriental.
Ensems va escriure una sèrie d'epístoles satíriques en les quals atacava al partit conservador, al príncep regent i a la Santa Aliança. Dedicat exclusivament a la literatura i a la vida de societat, visqué en matrimoni des de 1811 amb la jove actriu Bessie Dicke, part en la seva finca de Slopperton Cottage (Wiltshire), part a Londres, fins que el representant que havia nomenat per la seva feina en les Bermudes, el posà en una situació econòmica molt difícil. Per aquest motiu hagué de fugir a París, on va escriure Loves of the angels (1823).
Tan aviat com va poder posar en orde els seus assumptes, retornà a Anglaterra i allà continua la seva producció literària. Acabà la seva vida de manera molt trista, ja que la pèrdua dels seus cinc fills li produí una gran tristor d'esperit que quasi ratllava la idiotesa.
A la seva mort li foren erigides estàtues a Glasgow i Dublín. Encara que Moore fou un líric ple de fogositat i brillantor, no es troben en ell les magistrals descripcions d'un Walter Scott, ni d'un Robert Southey, ni els brots apassionats de John Keats.

## Obres
- Lines to Zelia
- A Pastoral Ballad: obres amb les quals debutà en el món literari, i que foren publicades en la revista irlandesa Anthologia Hibernica
- The Twopenny Post Bag: (1813), on donà mostres dels seus dots per a la sàtira
- The Fudge family in París: (1817) novel·la extremadament enginyosa, ensems que divertida
- The Fudges in England,
- Fables for the Holy Alliance: (1823)
- The memoirs of Captain Rock: (1824)
- La vida de Sheridan: (1825)
- The Epicurean: novel·la (1827)
- Memoirs of the life of lord Byron

Uns estudis històrics sobre Irlanda, que foren les seves últimes produccions que són:
- Memoirs of lord Edward Fitzgerald: Londres (1831)
- Travels of an Irish gentleman in search of a religion: (1833)
- History of Ireland: Londres (1835)

Les seves obres que han estat traduïdes quasi totes a diverses llengües, es publicaren reunides a Londres (1840-42), i tingueren molts imitadors. A més Moore fou un músic de talent: algunes de les seves poesies les posà en música, i les seves melodies adquiriren ben aviat molta popularitat, el mateix que algunes cançons que compongué a diverses veus.
En política prengué part amb viu interes la defensa d'Irlanda catòlica contra l'opressió anglesa. Lord John Russell publicà Memoirs, journal and correspondence of Th. Moore (Londres. 1853-56, suplement a ells fou l'escrit Prose and vers by Th. Moore with suppressed passages from the memoirs of Lord Byron (Londres, 1878).